# Pronunciamiento
Pronunciamiento (spanska för 'tillkännagivande') är en form av militärkupp som speciellt förekommit i Spanien och andra spansktalande länder, särskilt under 1800-talet. Den portugisiska motsvarigheten är pronunciamento.
I en normal militärkupp tar upprorsmakarna ledningen över landet genom en överraskande och snabb kupp. I en pronunciamiento tillkännager en grupp militärer istället offentligt att de motsätter sig den rådande regeringen. De väntar sedan för att se om övriga militära styrkor stöder upproret eller förklarar sig trogna regeringen. Det förekommer inga strider vid denna tidpunkt. Om upprorsmakarna inte får stöd så har de förlorat, de måste då fly från landet, avgå från armén eller bli arresterade. Om den övervägande delen av militären däremot stöder upprorsmakarna så avgår regeringen.
Ett exempel på pronunciamiento var det framgångsrika upproret mot drottning Isabella II av Spanien  september 1868. Ett annat var det misslyckade upproret 1932 mot den andra spanska republiken.